# 胡蒂卡爾帕

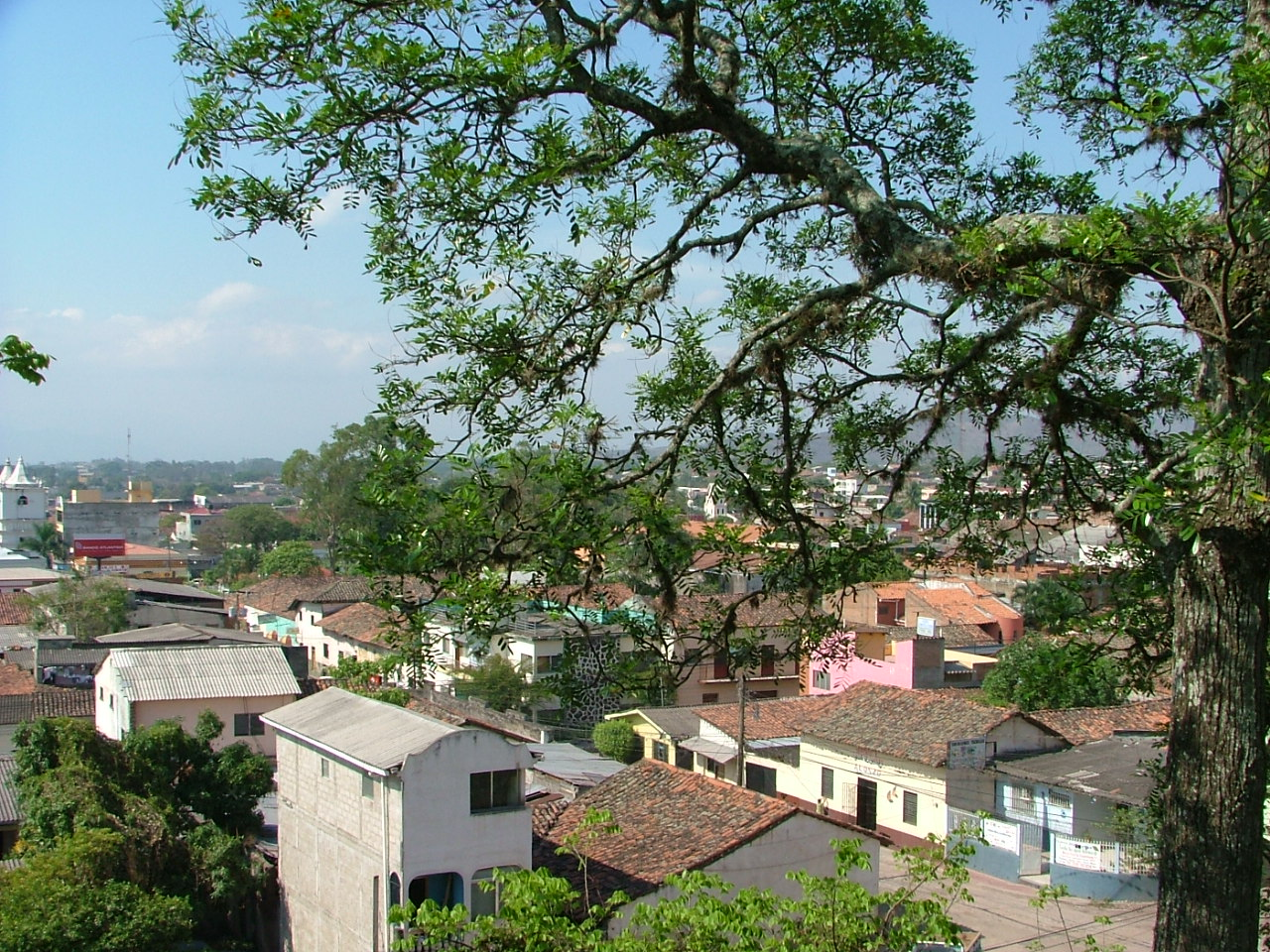

胡蒂卡爾帕是洪都拉斯的城市，也是奧蘭喬省的首府，位於該國中部，始建於1530年，面積2,649平方公里，海拔高度410米，主要經濟活動是農業和商業，2001年人口126,030。